# Terremoto di Rossano del 1836
Il terremoto del 25 aprile 1836 fu un sisma che colpì la Calabria nella zona del Medio Jonio cosentino, la scossa verificatasi alle ore 6:15 ha avuto una magnitudo momento (Mw) pari a 6,1 causando la distruzione di gran parte dell'abitato di Rossano. A Rossano, su un totale di 1.538 edifici, 370 (24%) furono distrutti, 392 (26%) furono danneggiati irreparabilmente e gli altri 776 (50%) subirono danni riparabili; l’abitato di Crosia, invece, fu quasi interamente distrutto; a Calopezzati gran parte delle case crollarono. Crolli e gravi danni alle abitazioni riguardarono altre 15 località circa del versante ionico della provincia di Cosenza. I morti furono 239. Si verificò anche uno tsunami che colpì la costa di Capo Trionto con spiagge invase.

## Descrizione
Presentiamo qui una sintesi della descrizione fatta dal Barone Luca De Rosis sul terremoto di Rossano nel 1836, precisando che questo documento insieme ai moderni studi geologici sulla faglia di Rossano che parte dalla piana di Sibari e va fino alla valle del Trionto ed è la responsabile dei terremoti violenti nella zona, ebbene questi documenti sono la base scientifica utilizzata dai sismologi italiani per affermare che Rossano è a rischio terremoti con intensità tra 6.0 e 6.4 della scala Richter, terremoti che si ripetono con frequenza statistica di circa duecento anni, documentati dall’epoca romana.
“Il terremoto avvenne, come riportato da Luca De Rosis , alle ore 6:15 italiane della notte dal 24 al 25 aprile 1836. Va anche precisato che proprio dal terremoto del 1836 prende il via un’importante festa di Rossano la festa dei fuochi di S. Marco che si celebra per ricordare proprio questo episodio storico in cui nella notte gli abitanti accesero dei fuochi entro la città. “De Rosis ricorda che la scossa fu violentissima e durò per circa 30 secondi, dopo di che le oscillazioni continuarono via via più leggere per circa 2 minuti. Secondo un altro studioso Rossi (**) quella che fu identificata come la scossa principale si divise in realtà in due scosse violentissime avvenute a tre minuti di distanza l’una dall’altra.
Nei giorni successivi, e fino a tutto il mese di luglio, furono avvertite numerose repliche, alcune delle quali molto forti (e fra queste va segnalata quella dell’8 luglio), che causarono ulteriori danni agli edifici già gravemente danneggiati. A Rossano, su un totale di 1.538 edifici, 370 (24%) furono distrutti, 392 (26%) furono danneggiati irreparabilmente e gli altri 776 (50%) subirono danni riparabili; l’abitato di Crosia, invece, fu quasi interamente distrutto; a Calopezzati gran parte delle case crollarono. Crolli e gravi danni alle abitazioni riguardarono altre 15 località circa del versante ionico della provincia di Cosenza. I morti furono complessivamente 239, di cui 140 a Crosia e 99 a Rossano, e 592 i feriti. Rossano aveva una popolazione di circa 11 000 abitanti, Crosia 570, Scala Coeli circa 2000, Cropalati 1165, Calopezzati 1000, Paludi circa 2000, Corigliano Calabro 9600. A Crosia, Rossano e Calopezzati il terremoto causò frane e profonde spaccature nel suolo; il tratto di costa tra Corigliano Calabro e Calopezzati fu interessato da un maremoto, che spinse l’acqua verso l’interno per circa 40-50 metri, travolgendo molte barche e attrezzature da pesca. In base ai rapporti rilasciati alle autorità doganali da diversi pescatori, testimoni diretti del fenomeno, a sud del Capo Trionto il mare dapprima si ritirò e in seguito invase violentemente la spiaggia, mentre a nord del Capo il primo movimento delle acque fu verso terra.